# Magnolia stellata
Magnolia stellata és un arbre de la família de les magnoliàcies originari del sud-est del Japó. El seu nom prové del llatí stellatus-a-um, estrellat, per la forma de ses flors. Tant als països catalans com a la seva zona d'origen s'utilitza, bàsicament, amb fins ornamentals. Arbust o, de vegades, arbre petit, caducifoli, que és molt ramificat per la seva base, i té un port arrodonit, d'uns 2 - 3 m d'alçada. És una espècie de creixement molt lent que prefereix sòls àcids (encara que pot suportar els lleugerament alcalins) de textura franca, profunds, humits, i situacions assolellades. Creix en espais recollits, perquè les flors són sensibles al vent i al fred. L'escorça és de color gris, llisa quan l'arbre és jove i amb petites escates quan madura. Les fulles són simples, alternes, arrodonides, de 4 a 13 cm de llarg per 2,5-6,5 cm d'ample, marge freqüentment ondulat. L'anvers és de color verd fosc, i el revers és d'un verd més pàl·lid. Les flors són solitàries, aromàtiques, que apareixen molt aviat a l'arbre, a finals d'hivern, abans del brot de les fulles. Es tracta de flors amb una forma molt peculiar d'estrella, de 7 a 10 cm de diàmetre, amb 12-18(-33) tèpals interns petaloides, llargs i estrets, de 4 a 7 cm de longitud; de color blanc, de vegades rosat.

## Bibliografia

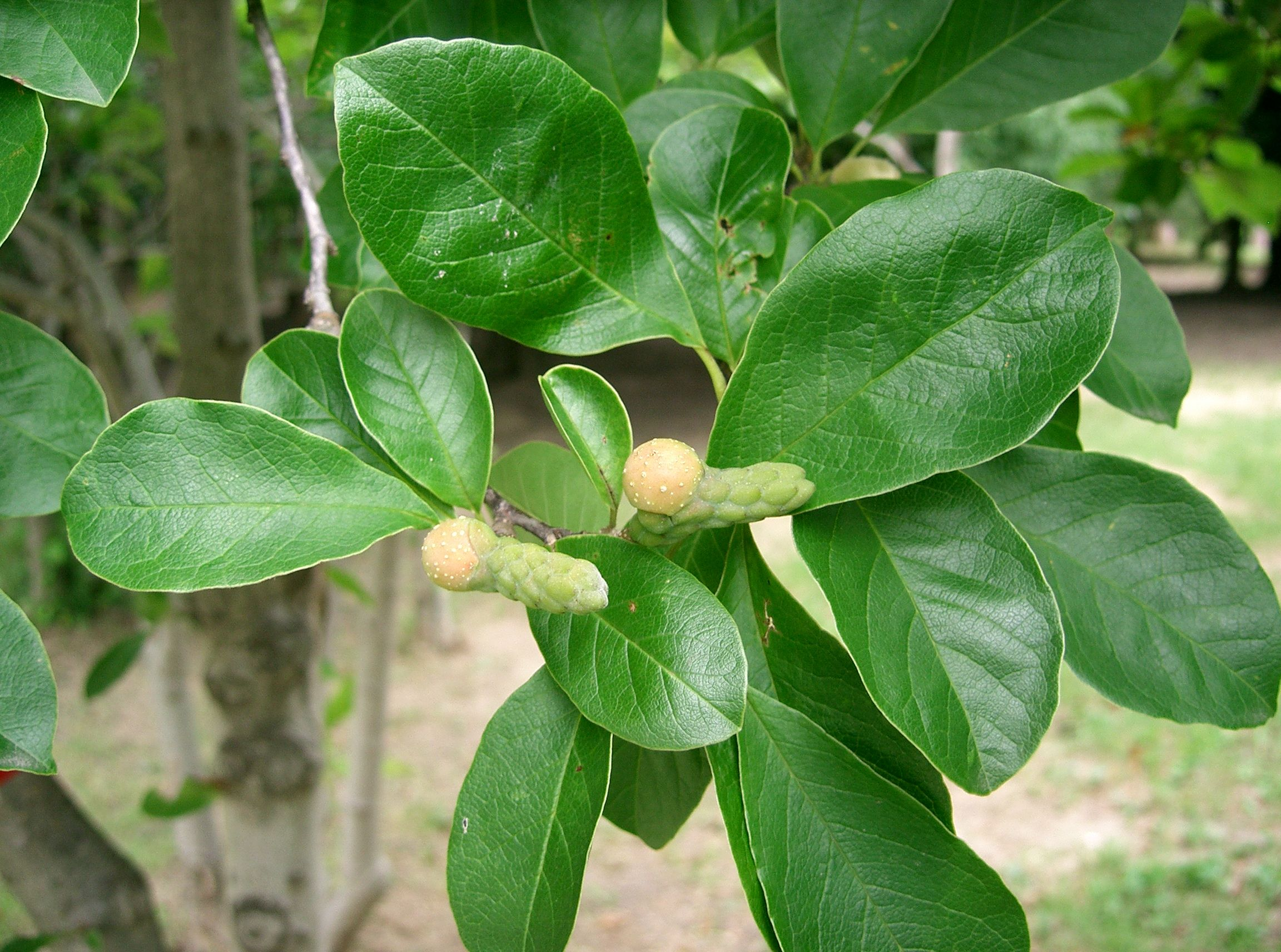
Fulles
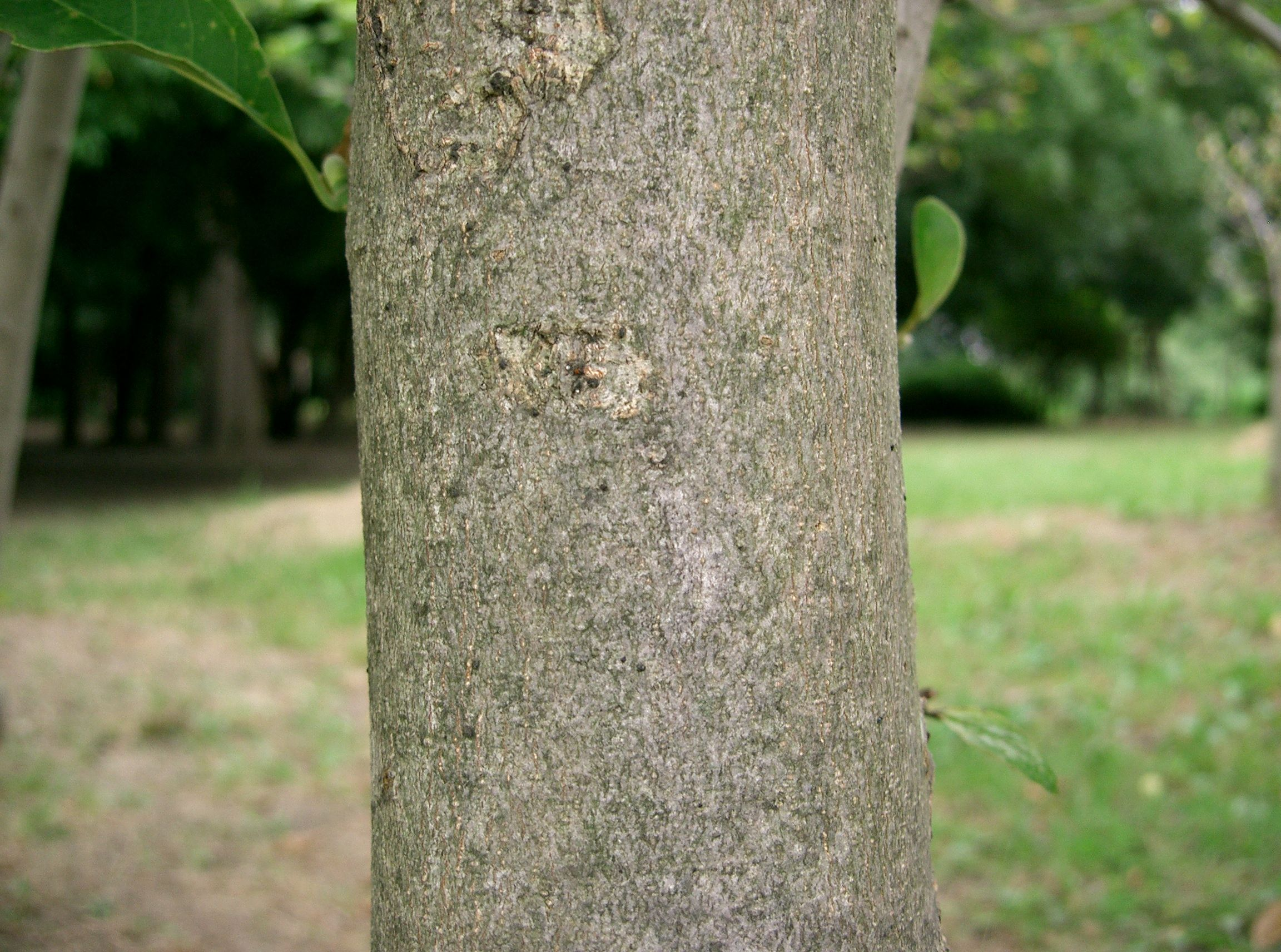
Tronc
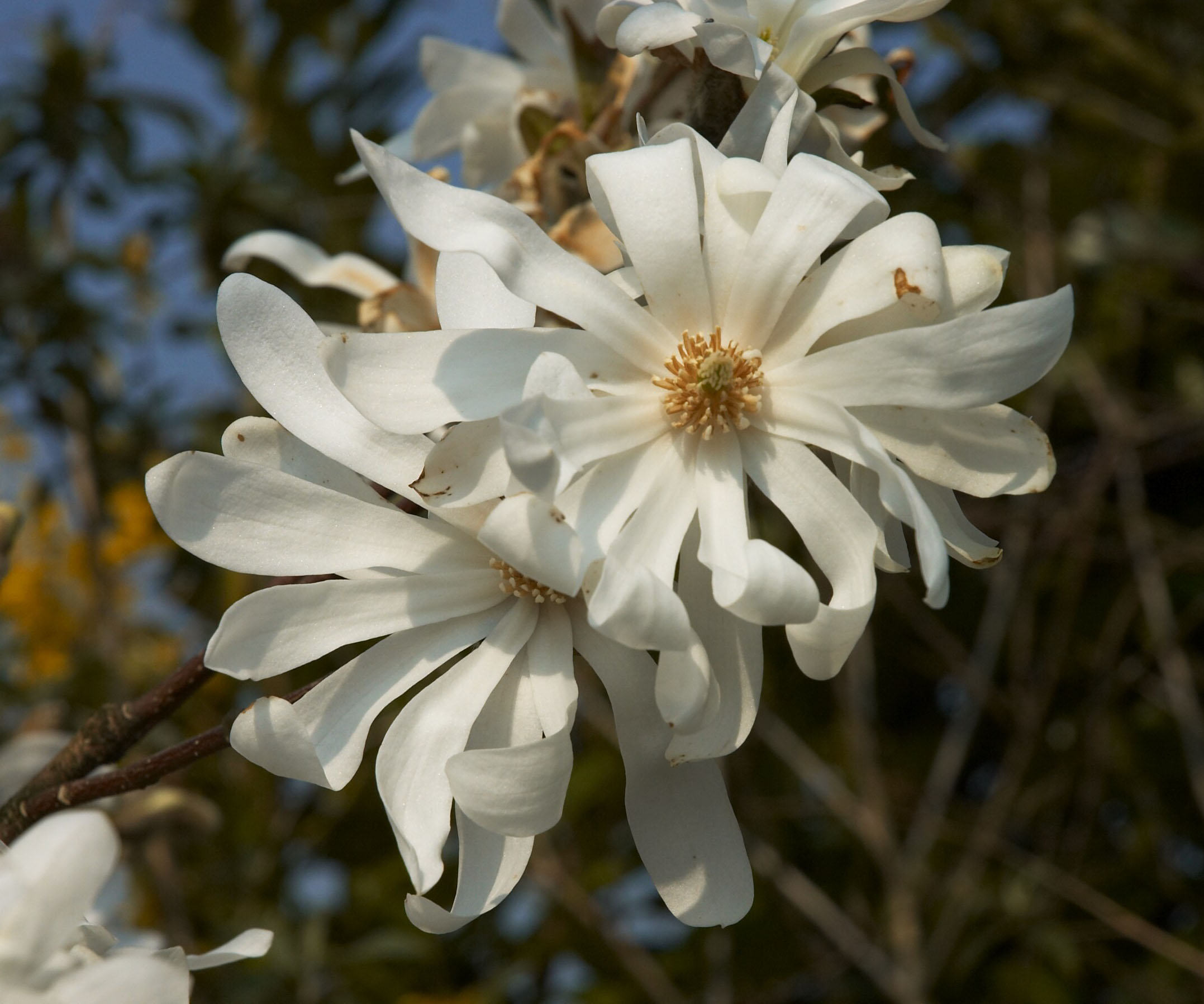
Flors